# Enzio Boldewijn
Enzio Boldewijn (* 17. November 1992 in Almere, Flevoland) ist ein niederländischer Fußballspieler, der auf der Position des Stürmers spielt. Er steht seit 2018 bei dem englischen Viertligisten Notts County, der in der National League spielt, unter Vertrag.